# Фёдоров, Остап Максимович
Остап Максимович Фёдоров (род. 18 ноября 1995, Севастополь) — российский игрок в пляжный футбол. Выступает за клуб «Кристалл» и сборную России. Чемпион мира по пляжному футболу (2021). Мастер спорта России международного класса (2023). Брат футболистки Марины Фёдоровой

## Клубная карьера
Родился 18 ноября 1995 года в Севастополе. Отец — футбольный тренер Максим Владимирович Фёдоров. Благодаря отцу начал заниматься футболом в восьмилетнем возрасте. Выступал в Детско-юношеской футбольной лиге Украины за симферопольское Училище олимпийского резерва (2008—2010). Позднее играл за любительские клубы из Севастополя. Занимался футболом на стадионе в микрорайоне Любимовка.
В 2012 году в составе севастопольского «Детонатор» впервые принял участие в турнире по пляжному футболу — чемпионате Севастополя, где по итогам соревнований был признан лучшим нападающим. Лучший бомбардир чемпионата Крыма (2014) и лучший нападающий Кубка Крыма (2014). В 2015 году году Фёдорова пригласили выступать за анапский «Легион» в Кубке России, где его заметили представили московского «Спартака». В составе столичного клуба 20-летний Фёдоров дебютировал в чемпионате России в 2016 году. В следующем году вместе со «Спартаком» дошёл до 1/4 финала Кубка европейских чемпионов. Отыграв два сезона в чемпионата России за «красно-белых», Федоров становится игроком «Локомотива». В 2018 году вместе с командой стал победителем «Аланья Кап» в Турции и был признан лучшим игроком турнира. В составе «Локомотива» становился чемпионом России 2020 года.
В апреле 2020 года подписал контракт санкт-петербургским «Кристаллом», вместе с которым в 2022 году стал победителем чемпионата и кубка России.
Параллельно с игрой в пляжный футбол выступал в различных соревнованиях по футболу и мини-футболу. Участвовал в Открытом чемпионате Крыма среди любительских команд за «Детонатор» (2017—2019) и «Саки» (2020). Участник чемпионата Крыма по мини-футболу. Чемпион Москвы по пляжному футболу в закрытых помещениях сезона 2017/18. В 2019—2020 годах играл в Суперлиге Москвы по мини-футболу. Победитель и лучший игрок Высшей лиги зимнего чемпионата Санкт-Петербурга в закрытых помещениях среди мужских команд 2023 года.

## Карьера в сборной
Выступал за сборную России до 23 лет по пляжному футболу. Дважды участвовал с командой на Inter Cup в Санкт-Петербурге, где в 2017 году российская сборная завоевала серебряные награды. В 2018 году дебютировал за главную сборную России в рамках этапа Евролиги в Москве. Первый матч для Фёдорова в футболке российской сборной состоялся 20 июля 2018 года в игре против Азербайджана (8:3). В составе сборной становился серебряным призёром Евролиги 2019 года, бронзовым призёром (2019) и победителем чемпионата мира (2021). За победу на чемпионате мира был удостоен Почётной грамоты Президента Российской Федерации и Благодарности Мэра Москвы.
По состоянию на май 2023 года провёл в составе сборной 36 матчей и забил 11 голов.

## Достижения
Командные
Чемпион России
- Чемпион (3): 2020, 2022, 2023

Кубок России по пляжному футболу
- Обладатель: 2022
- Серебряный призёр: 2018
- Бронзовый призёр: 2021

Клубный Мундиалито по пляжному футболу
- Бронзовый призёр: 2020

Inter Cup
- Обладатель: 2023
- Бронзовый призёр: 2022

International Beach Soccer League
- Чемпион: 2021

Евразийская лига по пляжному футболу
- Серебряный призёр: 2020

В сборной
Чемпионат мира по пляжному футболу
- Чемпион: 2021
- Бронзовый призёр чемпионата мира: 2019

Евролига по пляжному футболу
- Серебряный призёр: 2019

Inter Cup
- Обладатель: 2019
- Серебряный призёр: 2018